# Ferdinando Stanley
Ferdinando Stanley (né en 1559 mort le 16 avril 1594) 5e comte de Derby connu sous le nom de Lord Strange à partir de 1589, fut seigneur de Man de 1593 à 1594.

## Biographie
Ferdinando Stanley est le fils aîné de Henri Stanley 4e comte de Derby et de Marguerite Clifford par sa mère il descend à la 4e génération du roi Henri VII d'Angleterre. Il succède à son père le 25 septembre 1593 dans ses titres mais peu de temps après il est approché par des conspirateurs qui trament un complot pour le compte du roi Philippe II d'Espagne dans le but d'assassiner la reine Élisabeth Ire. Il refuse avec indignation de participer au projet mais il meurt peu après peut-être empoisonné par les conspirateurs qui craignaient qu'il ne les dénonce. De son union avec Alice Spencer il laisse trois filles : Anne Stanley, Frances qui épouse John Egerton et Elizabeth Stanley. Son frère cadet lui succède dans ses titres de comte de Derby et de seigneur de Man mais il doit faire face à un long conflit juridique avec ses trois nièces qui lui contestent l'héritage jusqu'en 1610.

## Source de la traduction
- (en) Cet article est partiellement ou en totalité issu de l’article de Wikipédia en anglais intitulé « Ferdinando Stanley, 5th Earl of Derby » (voir la liste des auteurs).